# Alfonso Corradi (Mediziner)

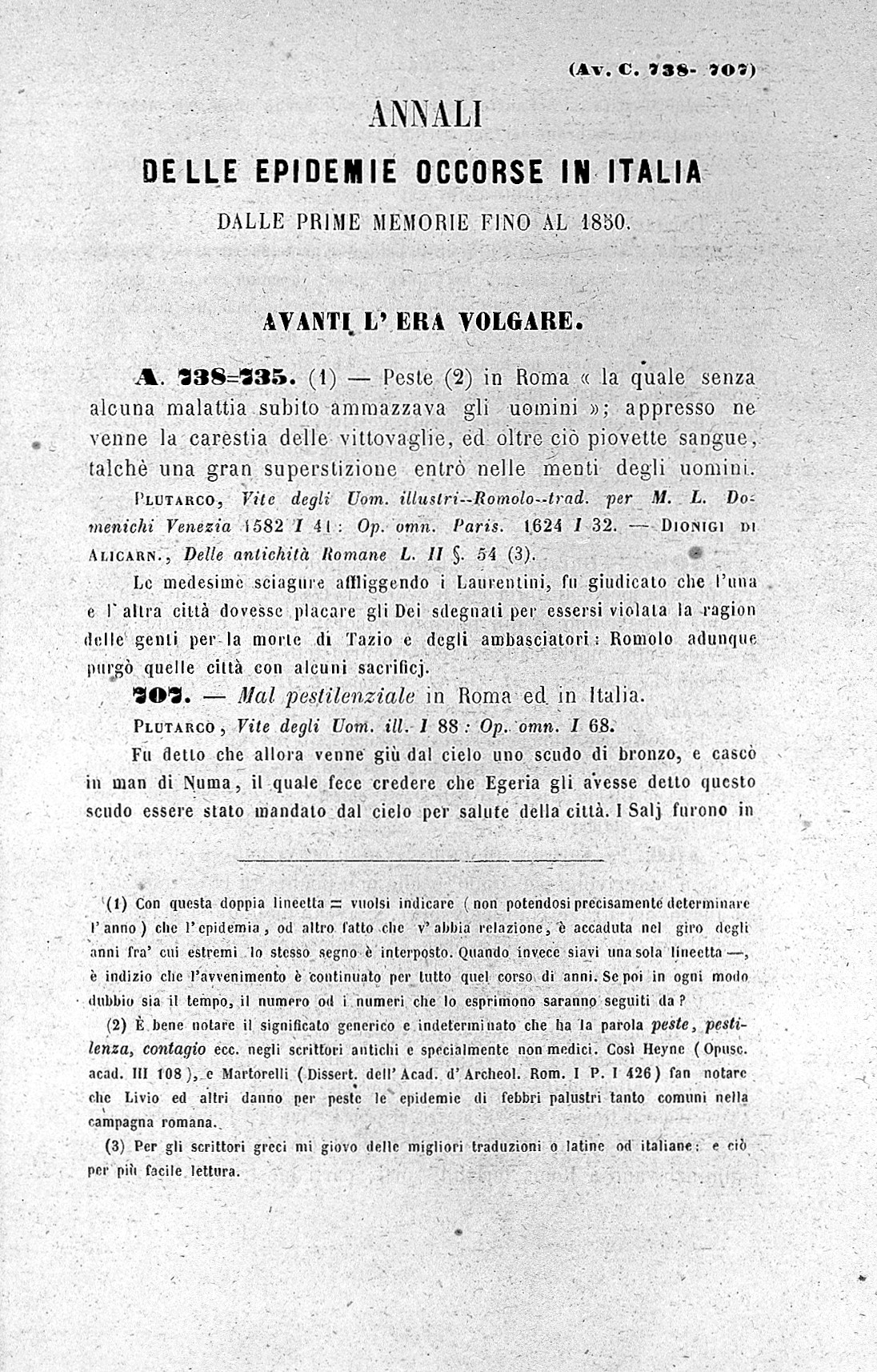
Annali delle epidemie in Italia dalle prime memorie sino al 1850

Alfonso Corradi (* 6. März 1833 in der Provinz Emilia; † 28. November 1892 in Pavia) war ein italienischer Pharmakologe.

## Werdegang
Er studierte Medizin in Bologna und wurde 1855 zum Doktor der Medizin, 1856 zum Doktor der Chirurgie promoviert. 
1859 wurde er Professor der allgemeinen Pathologie an der Universität Modena und 1863 an der Universität Palermo. Ab 1867 war er Professor der allgemeinen Therapie, experimentellen Pharmakologie und Pharmakognosie an der Universität Pavia.

## Veröffentlichungen
- Annali delle epidemie in Italia dalle prime memorie sino al 1850; Bologna 1865 bis 86, 7 Bände
- La chirurgia in Italia degli ultimi anni del secole scorso fino al presente; Bologna 1871
- L'ostetricia in Italia della metà del secolo scorso fino al presente; Bologna 1872, in 3 Bd.
- Dell' odierna diminuzione della podagra; (Memorie dell' Academia di scienze di Bologna) 1860
- Come oggi le affezioni scrofotubercolosi siansi fatte più communi;1862
- In che modo le diatesi o disposizioni morbose ne' popoli si mutino 1862
- Delle morti repentine avvenute in Bologna nel trentacinquennio 1820–54;  1863
- Dell' antica autoplastica italiana (Memorie dell' Istituto Lombardo)
- Escursioni d'un medico nel Decamerone. Dell' anestesia chirurgica nel medio evo
- Della infermità di Torquato Tasso, prima parte; 1881
- Tossicologia in re venerea. Delle cantaridi; (Annali universali di medicina, Vol. 231, 1875)
- Del veleno dei funghi; Vol. 243, 1878
- Dell' avvelenamento coi preparati di zinco (Ib. Vol. 247, 1879)
- Intorno alla diffusione della tisichezza polmonare; (Atti dell' Istituto Veneto 1867)